# عقل باطن
العقل الباطن أو العقل اللاوعي يتكون من عمليات في العقل تحدث تلقائيًا وليست متاحة للاستبطان. على الرغم من وجود هذه العمليات تحت سطح الإدراك الواعي، يُعتقد أنها تمارس تأثيرًا على عمليات التفكير الواعي والسلوك. تشير الأدلة التجريبية إلى أن الظواهر اللاواعية تشمل المشاعر والرغبات المكبوتة، والذكريات، والمهارات التلقائية، والمحفزات اللاشعورية، وردود الفعل التلقائية. صاغ هذا المصطلح الفيلسوف الرومانسي الألماني فريدريك شيلن في القرن الثامن عشر، ثم أدخله الشاعر وكاتب المقالات صامويل تايلر كولريدج إلى الإنجليزية.
كان ظهور مفهوم اللاوعي في علم النفس والثقافة العامة يرجع أساسًا إلى عمل طبيب الأعصاب والمحلل النفسي النمساوي سيغموند فرويد. في نظرية التحليل النفسي، يتكون العقل اللاواعي من الأفكار والدوافع التي خضعت لآلية الكبت: الدوافع المنتجة للقلق في الطفولة ممنوعة من الوعي، لكنها لا تتوقف عن الوجود، وتمارس ضغطًا مستمرًا في اتجاه الوعي. ومع ذلك، فإن محتوى اللاوعي لا يعرفه الوعي إلا من خلال تصويره بشكل مقنع أو مشوه، عن طريق الأحلام والأعراض العصبية، وكذلك في زلات اللسان والنكات. يسعى المحلل النفسي إلى تفسير هذه المظاهر الواعية لفهم طبيعة المكبوت.
يمكن النظر إلى العقل اللاواعي كمصدر للأحلام والأفكار التلقائية (تلك التي تظهر بدون أي سبب واضح)، ومستودع الذكريات المنسية (التي قد لا تزال متاحة للوعي في وقت لاحق)، ومحل المعرفة الضمنية (الأشياء التي تعلمناها جيدًا لدرجة أننا نقوم بها دون تفكير). تشمل الظواهر المتعلقة بنصف الوعي اليقظة، والذاكرة الضمنية، والمحفزات اللاشعورية، والغشية، والهيبناغوجيا، والتنويم المغناطيسي. في حين أن النوم والسير أثناء النوم والحلم والهذيان والغيبوبة قد تشير إلى وجود عمليات غير واعية، فإن هذه العمليات يُنظر إليها على أنها أعراض وليس العقل اللاواعي نفسه.
شكك بعض النقاد في وجود العقل اللاوعي.

## في علم النفس

### القرن التاسع عشر
وفقًا لمؤرخ علم النفس مارك ألتشول، "من الصعب -أو ربما من المستحيل- العثور على عالم نفس أو طبيب نفسي من القرن التاسع عشر لم يدرك أن العقل اللاواعي ليس حقيقيًا فحسب، بل له أهمية قصوى." في عام 1890، عندما كان التحليل النفسي لم يسمع به بعد، ويليام جيمس، في أطروحته الضخمة عن علم النفس (مبادئ علم النفس)، درس الطريقة التي استخدم بها شوبنهاور، وفون هارتمان، وجانيت، وبينيه وآخرون مصطلح "اللاوعي" و"اللاشعور". "بدأ علماء النفس الألمان، جوستاف فخنر وفيلهلم فونت، في استخدام المصطلح في علم النفس التجريبي الخاص بهم، في سياق بيانات الإحساس المختلطة والمتشعبة التي ينظمها العقل على مستوى اللاوعي قبل الكشف عنها على أنها كلية مقنعة في شكل واع." نشر إدوارد فون هارتمان كتابًا مخصصًا لموضوع "فلسفة اللاوعي" في عام 1869.

### التحليل النفسي

#### رأي فرويد

غالبًا ما يستخدم جبل جليدي لتوفير تمثيل مرئي لنظرية فرويد بأن معظم العقل البشري يعمل دون وعي.

طور سيغموند فرويد وأتباعه أهمية للعقل اللاواعي. عمل مع العقل اللاواعي لتطوير تفسير للمرض العقلي. يلعب المصطلح دورًا مهمًا في التحليل النفسي.
قسم فرويد العقل إلى العقل الواعي (أو الأنا) والعقل اللاواعي. ثم تم تقسيم الأخير إلى الهو (أو الغرائز والقيادة) والأنا العليا (أو الضمير). في هذه النظرية، يشير اللاوعي إلى العمليات العقلية التي لا يدركها الأفراد. اقترح فرويد بنية عمودية وهرمية للوعي البشري: العقل الواعي، ما قبل الواعي، والعقل اللاواعي - كل واحد يقع تحت الآخر. كان يعتقد أن أحداثًا نفسية مهمة تحدث "تحت السطح" في العقل اللاواعي. تمر محتويات العقل اللاواعي عبر العقل السابق للوعي قبل الوصول إلى الإدراك الواعي. فسر مثل هذه الأحداث على أنها ذات أهمية رمزية وفعلية.
بمصطلحات التحليل النفسي، لا يشمل اللاوعي كل ما هو غير واعي، بل يشمل ما يتم قمعه بنشاط من الفكر الواعي. نظر فرويد إلى اللاوعي كمستودع للأفكار غير المقبولة اجتماعيًا، والرغبات أو الرغبات المسببة للقلق، والذكريات المؤلمة، والمشاعر المؤلمة التي تطردها آلية الكبت. من وجهة نظر التحليل النفسي، لا يمكن التعرف على العمليات العقلية اللاواعية إلا من خلال تحليل آثارها في الوعي. الأفكار اللاواعية ليست في متناول الاستبطان العادي بشكل مباشر، لكنها قادرة على التهرب جزئيًا من آلية الرقابة للقمع في شكل مقنع، والتي تظهر، على سبيل المثال، كعناصر حلم أو أعراض عصبية. من المفترض أن تكون هذه الأعراض قابلة "للتفسير" أثناء التحليل النفسي، بمساعدة طرق مثل التداعي الحر، وتحليل الأحلام، وتحليل الزلات اللفظية.[بحاجة لمصدر]

### رأي يونغ
اتفق كارل جوستاف يونغ مع فرويد على أن اللاوعي هو محدد للشخصية، لكنه اقترح تقسيم اللاوعي إلى طبقتين: اللاوعي الشخصي واللاوعي الجماعي. اللاوعي الشخصي هو خزان للمواد التي كانت واعية في السابق ولكن تم نسيانها أو قمعها، مثل فكرة فرويد إلى حد كبير. ومع ذلك، فإن اللاوعي الجماعي هو أعمق مستوى من النفس، يحتوي على تراكم الهياكل النفسية الموروثة والتجارب النموذجية. النماذج الأصلية ليست ذكريات ولكنها مراكز طاقة أو وظائف نفسية تظهر في استخدام الثقافة للرموز. لذلك يُقال إن اللاوعي الجماعي موروث ويحتوي على مادة من نوع كامل وليس فردًا. اللاوعي الجماعي، حسب يونغ، "[التراث] الروحي الكامل لتطور البشرية، ولد من جديد في بنية دماغ كل فرد".
بالإضافة إلى بنية اللاوعي، اختلف يونغ عن فرويد في أنه لا يعتقد أن الجنسانية كانت أساس كل الأفكار اللاواعية.

## انظُر أيضًا
- وعي
- وهم الاستبطان
- فلسفة العقل
- لا شعور
- إدراك العقل الباطن

## وصلات خارجية
- كيف يعمل العقل الباطن؟ من مجلة العلوم الأمريكية - النسخة العربية.